# Phuoc Hai (thi tran)
Phước Hải is een thị trấn en badplaats in het district Đất Đỏ, een van de districten in de Vietnamese provincie Bà Rịa-Vũng Tàu. Phước Hải ligt aan de kust van de Zuid-Chinese Zee.